# Джанкорель Алі Більге
Алі Більге Джанкорель (тур. A. Bilge Cankorel) (1946, Стамбул, Туреччина) — турецький дипломат. Надзвичайний і Повноважний Посол Туреччини в Україні в 2001—2005.

## Біографія
Народився у 1946 в Стамбулі. Закінчив Університет Анкари, факультет політології, міжнародні відносини. Магістр політичних наук. Володіє англійською мовою.
З 1971 по 1973 — третій, другий секретар Департаменту протоколу, МЗС Туреччини;
З 1973 по 1976 — другий, перший секретар Посольства Туреччини в Канаді;
З 1976 по 1978 — перший секретар Посольства Туреччини в Китаї;
З 1978 по 1980 — керівник відділу Генеральної дирекції Кіпру та Греції, Департамент морських та авіаційних справ МЗС Туреччини.
З 1980 — Керівник відділу кабінету Міністра закордонних справ Туреччини;
З 1980 по 1984 — радник Постійної місії Туреччини при ООН в Женеві;
З 1984 по 1987 — керівник відділу Департаменту морських та авіаційних справ, керівник відділу соціальних та технічних установ МЗС Туреччини;
З 1987 по 1991 — керівник відділу Європейського Економічного співробітництва Підсекретаріату організації державного планування.
З 1991 по 1995 — радник-посланник, заступник постійного представника в місії Туреччини при ООН в Женеві;
З 1995 по 1997 — Надзвичайний і Повноважний Посол Турецької Республіки в Кабулі (Афганістан);
З 1997 по 2001 — співробітник Генеральної Дирекції протоколу, посол, радник МЗС Туреччини.
З 20.12.2001 по 2006 — Надзвичайний і Повноважний Посол Республіки Туреччина в Києві (Україна).
З 2009 — голова Бакінського офіса ОБСЄ.